# Araeosoma leptaleum
Araeosoma leptaleum is een zee-egel uit de familie Echinothuriidae.
De wetenschappelijke naam van de soort werd in 1909 gepubliceerd door Alexander Agassiz & Hubert Lyman Clark.